# Klenova (cràter)
Klenova és un cràter d'impacte en el planeta Venus de 141 km de diàmetre. Porta el nom de Maria Kliónova (c 1910-1978), geòloga marina russa, i el seu nom va ser aprovat per la Unió Astronòmica Internacional el 1985.